# Фрайзинг
Фра́йзинг (нем. и бав. Freising) — город в Германии, районный центр, расположен в земле Бавария.
Подчинён административному округу Верхняя Бавария. Входит в состав района Фрайзинг. Население составляет 45 223 человека (на 31 декабря 2010 года). Занимает площадь 88,45 км². Официальный код — 09 1 78 124. Город подразделяется на 29 городских районов.
Исторически город входил в Фрайзингское княжество-епископство, в 1803 году став частью королевства Баварии.
В городе располагается Факультет пивоварения и пищевых технологий Научного центра Вайнштефан Мюнхенского Технического Университета, а также старейшая действующая пивоварня в мире с тем же названием Вайнштефан. В крипте кафедрального собора хранятся мощи христианского святого Корбиниана Фрайзингского. Имеется открытая ледовая арена, где играет Фрайзингская хоккейная команда «Чёрные Медведи».

## Города-побратимы Фрайзинга
- Оберфеллах, Австрия, с 1963
- Иннихен, Италия, с 1969
- Мария-Вёрт, Австрия, с 1978
- Вайдхофен-ан-дер-Ибс, Австрия, с 1986
- Арпажон, Франция, с 1991
- Шкофья-Лока, Словения, с 2004

## Фотографии

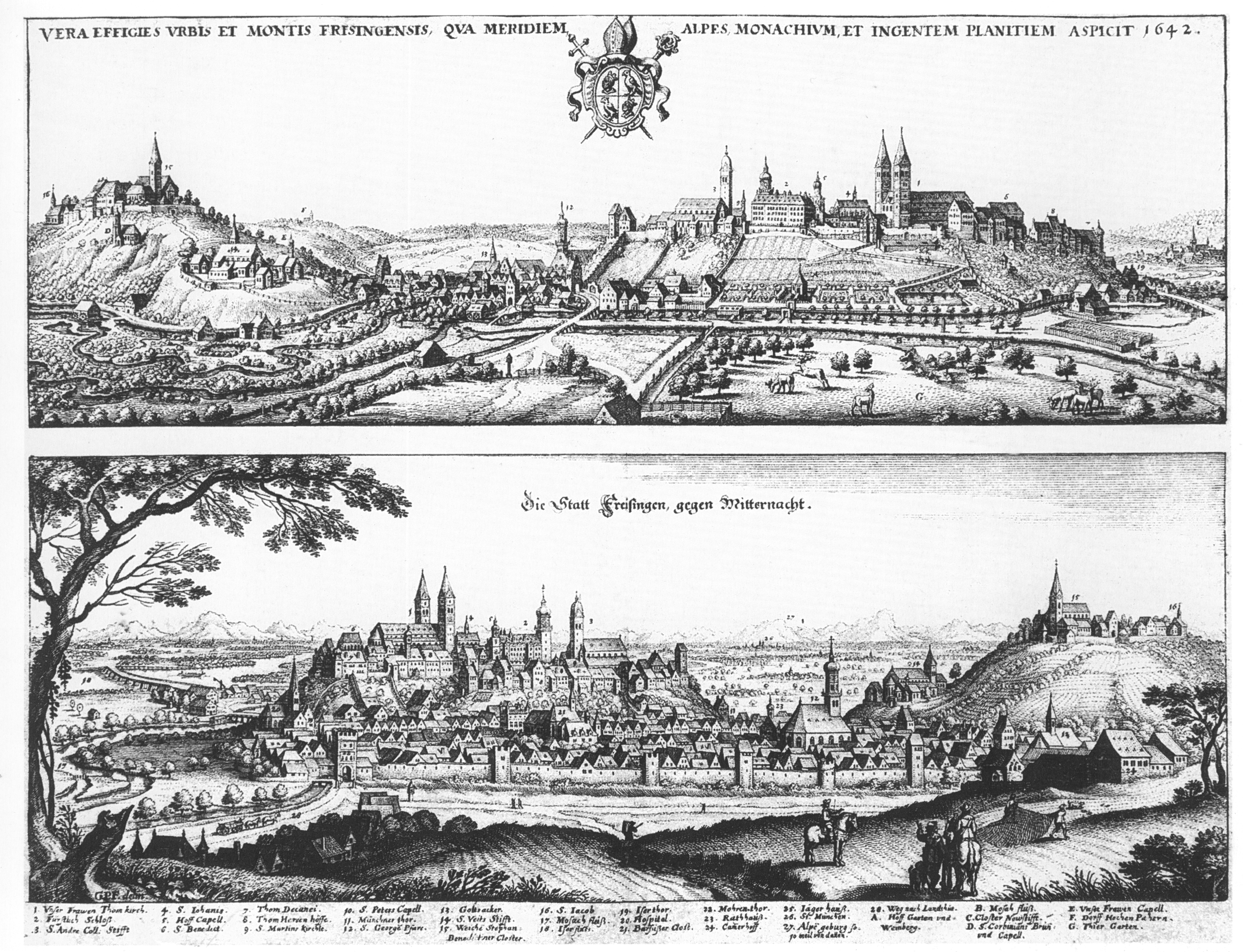
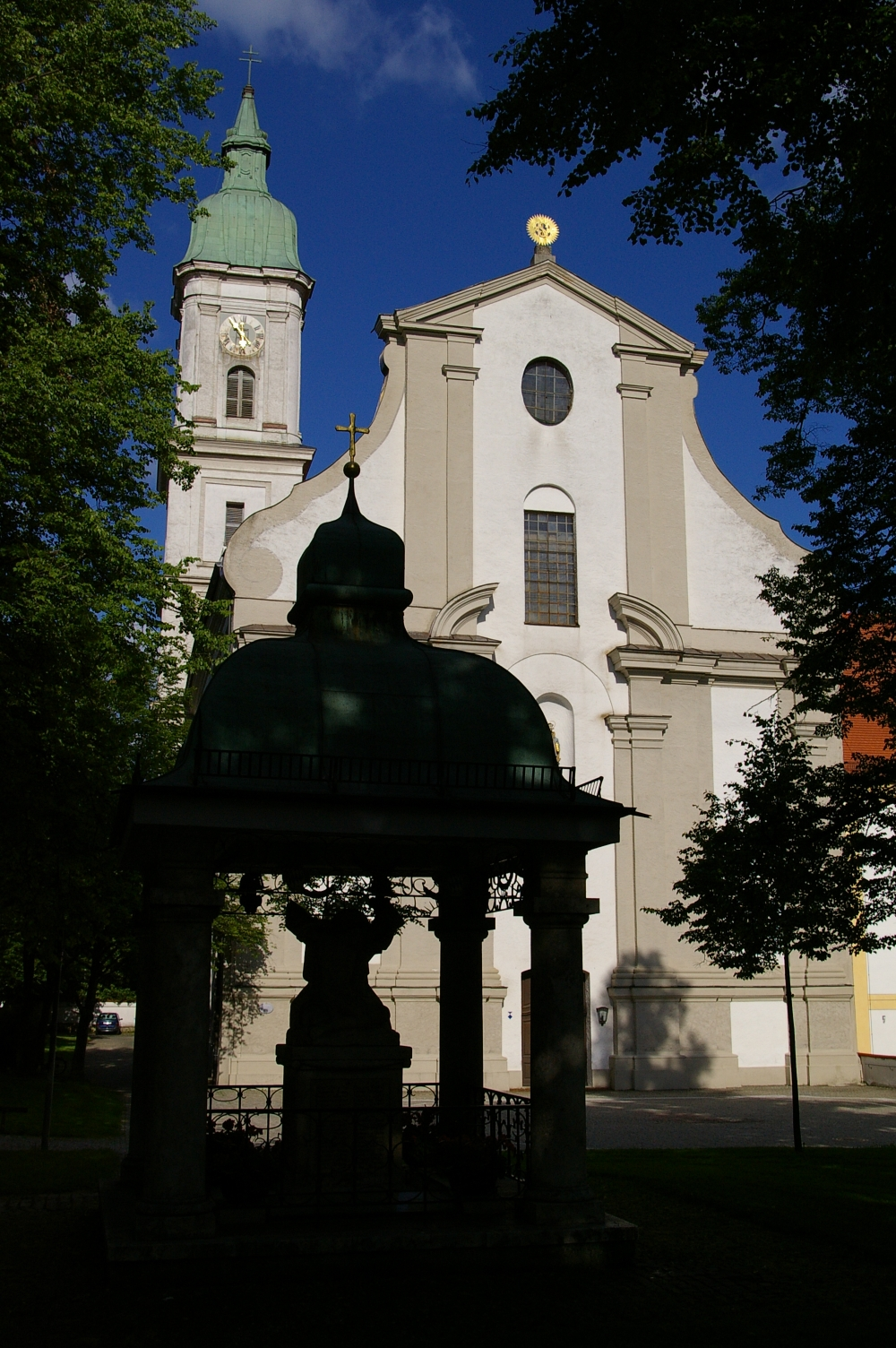
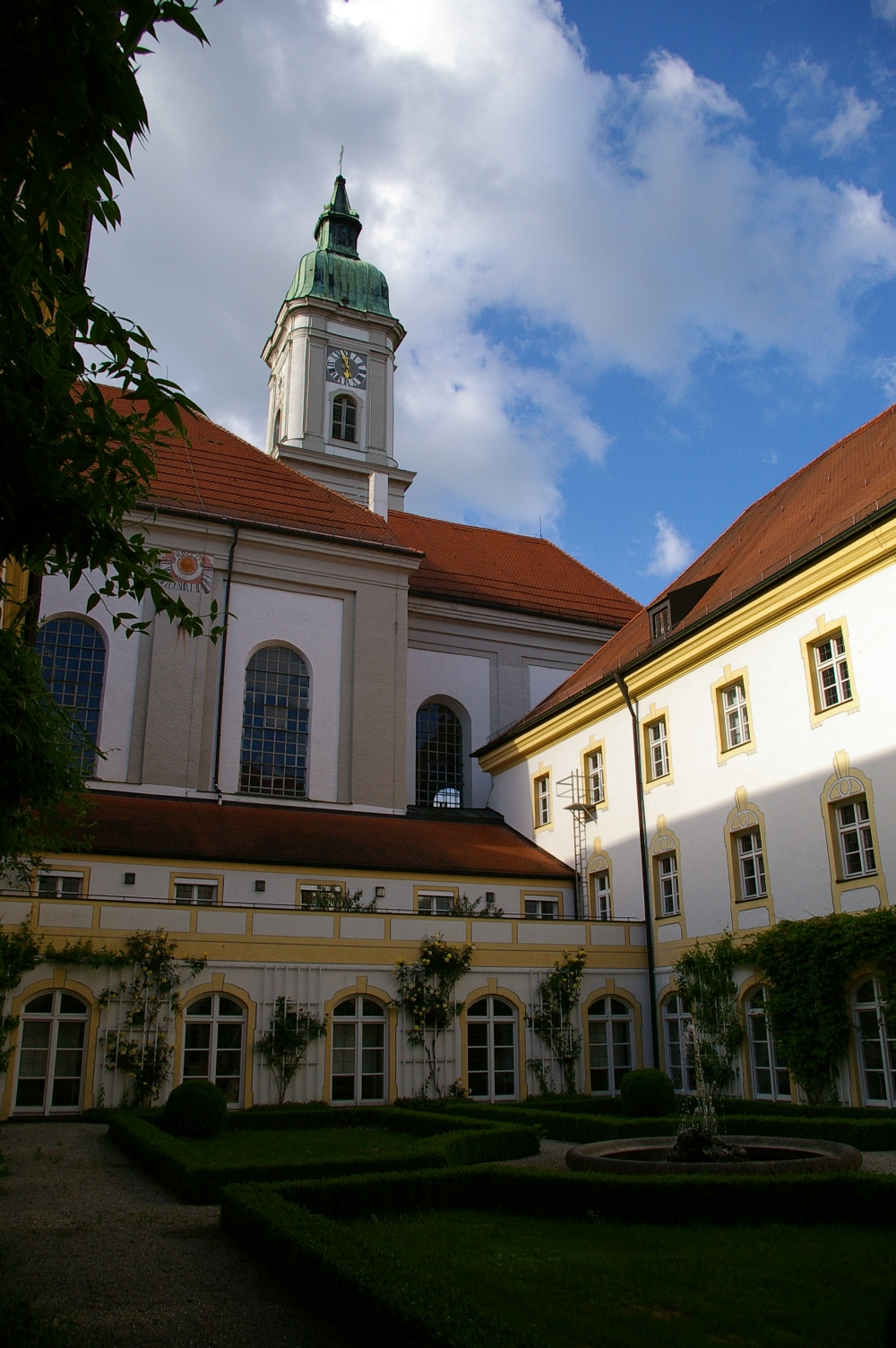
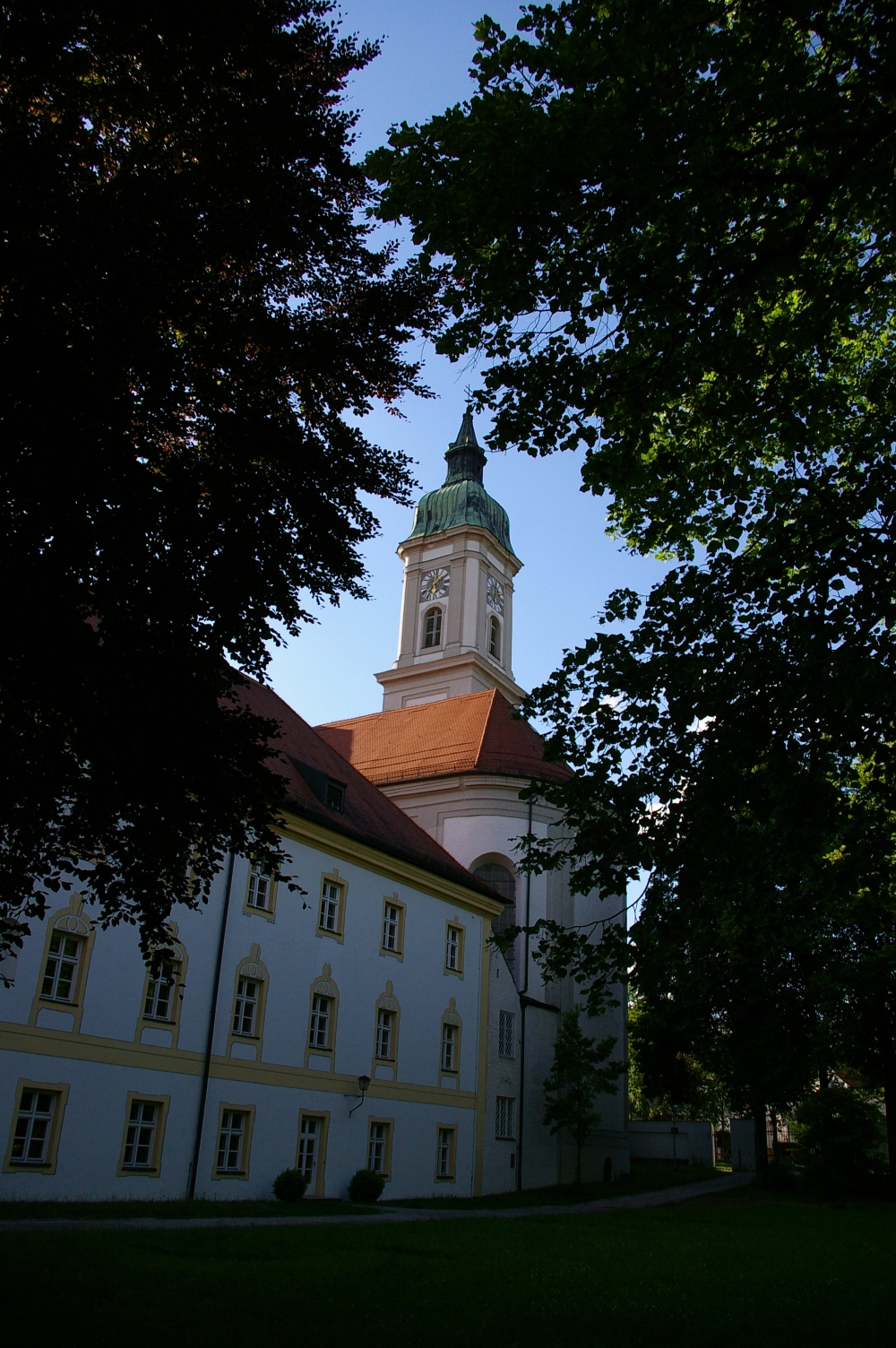
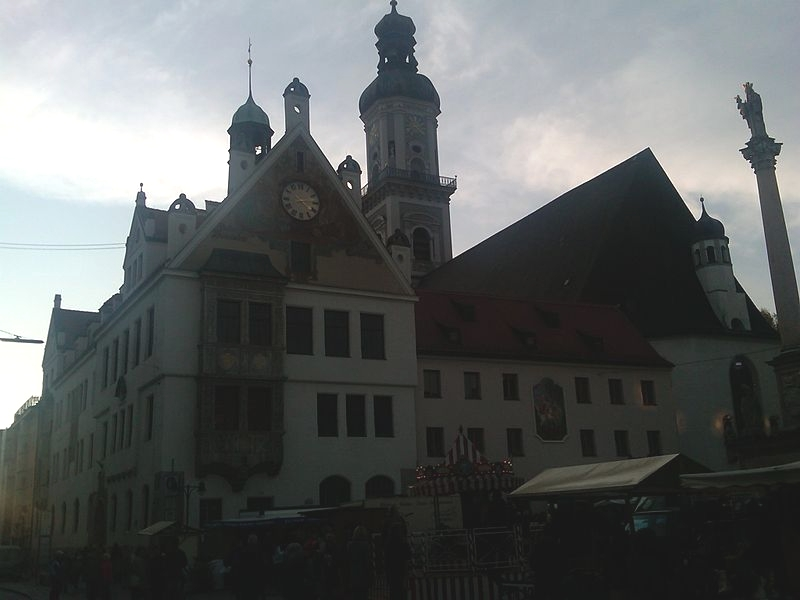